# Districten van Djibouti
Het Oost-Afrikaanse land Djibouti is
onderverdeeld in vijf regio's en één stad. Deze
regio's zijn op hun beurt verder verdeeld in elf districten
waarvan sommige in het grondgebied van meerdere regio's vallen.

## Districten
| District     | Regio               | Kaart |
| ------------ | ------------------- | ----- |
| Alaili Dadda | Obock               |       |
| Ali Sabieh   | - Ali Sabieh - Arta |       |
| As Eyla      | Dikhil              |       |
| Balha        | Tadjourah           |       |
| Dikhil       | - Dikhil - Arta     |       |
| Djibouti     | - Djibouti - Arta   |       |
| Dorra        | Tadjourah           |       |
| Obock        | Obock               |       |
| Randa        | Tadjourah           |       |
| Tadjourah    | Tadjourah           |       |
| Yoboki       | - Dikhil - Arta     |       |